# Cele șapte peceți

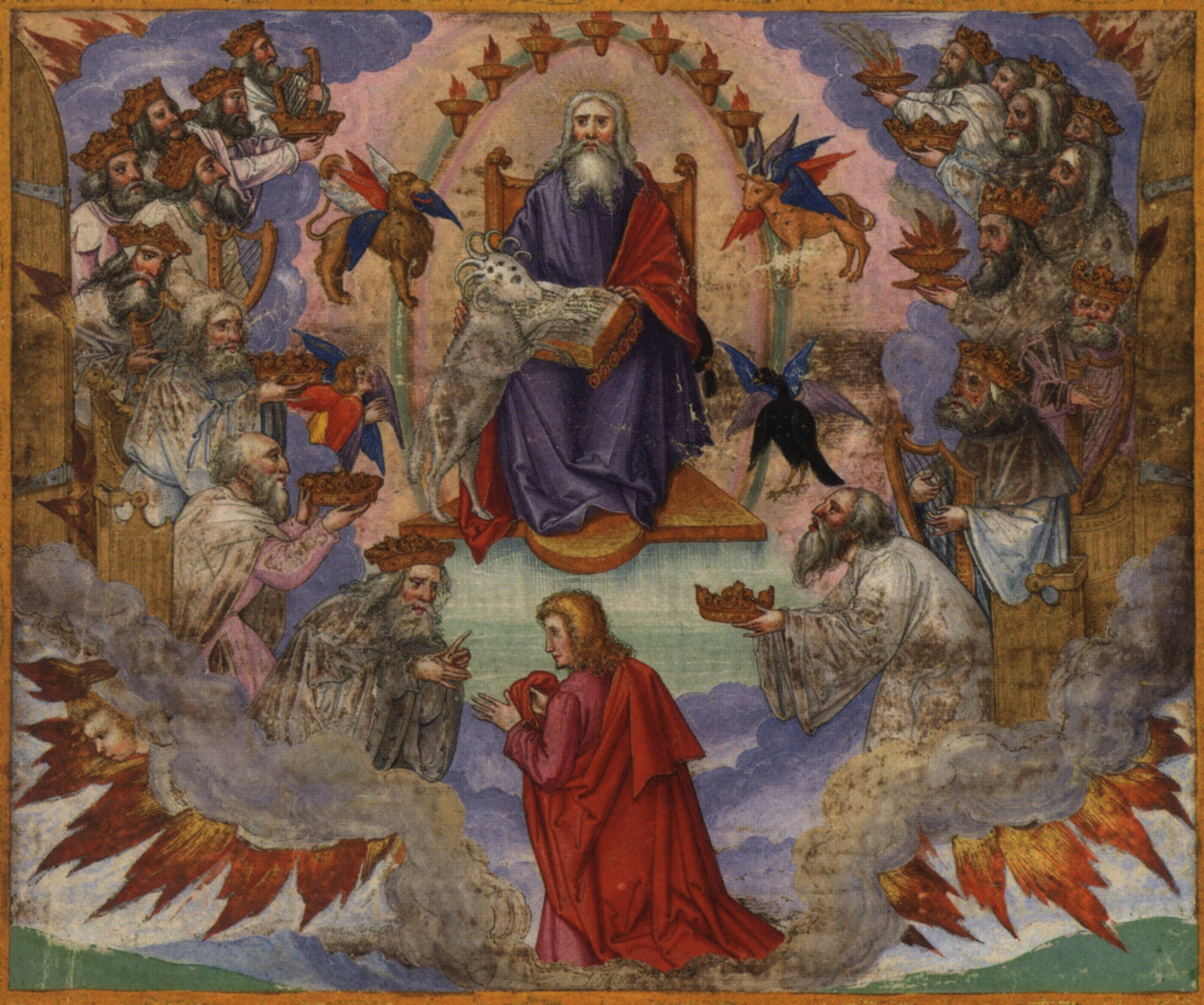
Mielul care deschide cartea/ sulul cu cele șapte peceți

Cele șapte peceți sau sigilii ale lui Dumnezeu din Cartea Apocalipsei din Biblie sunt șapte peceți / sigilii simbolice (în greacă σφραγῖδα, sphragida) care sigilează cartea sau sulul pe care Ioan de Patmos l-a văzut într-o viziune apocaliptică. Ruperea peceților documentului are loc în Apocalipsa 5–8 și marchează A Doua Venire a lui Isus și începutul Apocalipsei. După ce Mielul lui Dumnezeu / Leul lui Iuda deschide o pecete de pe coperta cărții/ sulului, începe o judecată și / sau are loc un eveniment apocaliptic. Ruperea primelor patru peceți îi eliberează pe Cei patru călăreți ai Apocalipsei, fiecare cu propria sa misiune specifică. Ruperea celei de-a cincea peceți duce la strigătul martirilor după „Cuvântul / Mânia lui Dumnezeu”. A șasea pecete provoacă urgii, furtuni și alte evenimente cataclismice. A șaptea pecete indică cei șapte îngeri care suflă în trâmbițe care, mai târziu varsă pe Pământ cele șapte potire ale mâniei lui Dumnezeu și mai multe evenimente cataclismice.

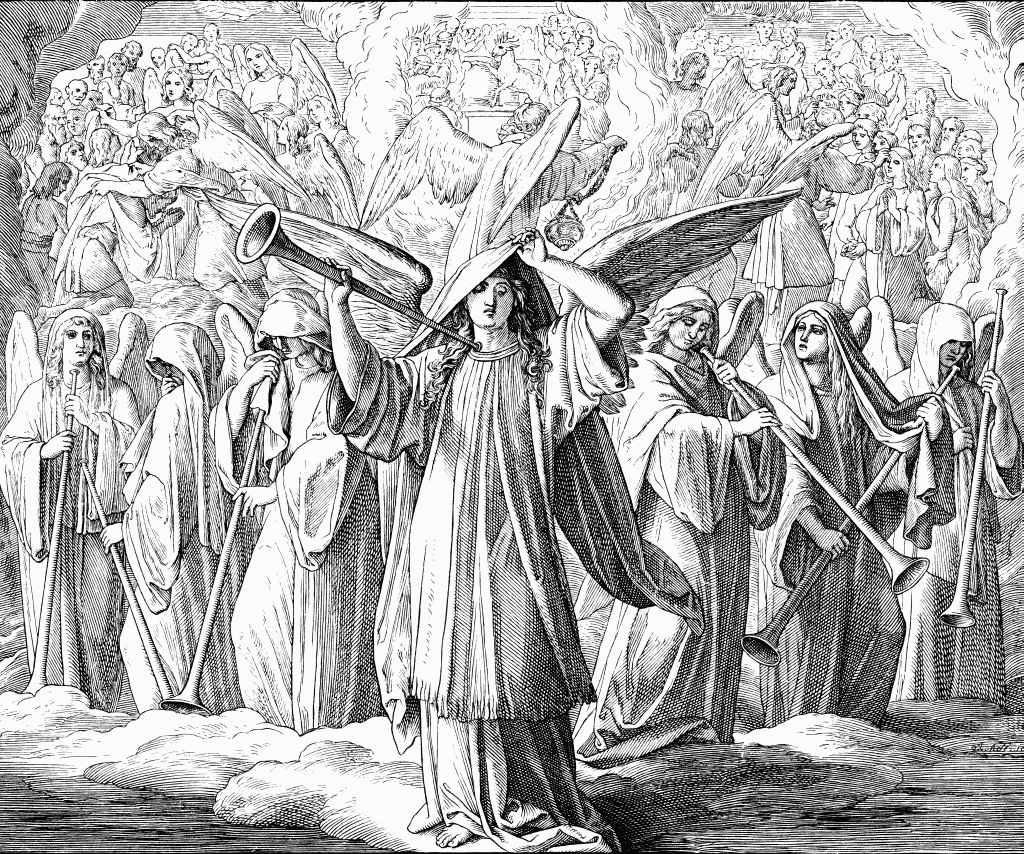
Mielul care deschide cele șapte peceți, de, 1860

## Interpretări creștine
Anumite cuvinte și expresii folosite în Apocalipsă au avut un sens mai clar pentru cititorii antici familiarizați cu obiectele timpului lor. De exemplu, documentele importante erau trimise scrise pe un sul de papirus sigilat cu mai multe peceți de ceară. Acestea erau de obicei plasate peste deschiderea unui sul, astfel încât doar persoana potrivită, în prezența martorilor, să poată deschide documentul. Acest tip de „pecete” este folosit frecvent în sens figurat, în cartea Apocalipsa și numai Mielul este vrednic să rupă aceste peceți.
De la Reforma Protestantă până la mijlocul secolului al XIX-lea, pecețile din Apocalipsă au fost interpretate prin diverse metode, cum ar fi viziunea istoricistă pe care au adoptat-o majoritatea protestanților și opiniile despre preterism și futurism pe care le-au promovat cercurile catolice de după Reformă. Idealismul a fost, de asemenea, o viziune destul de importantă care a apărut încă de pe vremea lui Augustin, episcop de Hipona (345–430).

### Vederi preteriste
Preterismul consideră de obicei că lui Ioan i s-a dat o viziune exactă asupra unui curs de evenimente care aveau să aibă loc în următoarele câteva secole pentru a împlini pecețile profetice. 
Robert Witham⁠(d), un comentator catolic din secolul al XVIII-lea, oferă o viziune preteristă despre perioada care are loc pe durata deschiderii sigiliilor; fiind considerată perioada de la Hristos până la întemeierea Bisericii sub Constantin în 325. 
Johann Jakob Wettstein⁠(d) (secolul al XVIII-lea) plasează data Apocalipsei așa cum este scrisă înainte de anul 70. El a presupus că prima parte a Cărții se referă la Iudeea și evrei, iar a doua parte la Imperiul Roman. „Cartea cu peceți” ar fi cartea divorțului trimisă națiunii evreiești de către Dumnezeu.
Isaac Williams (secolul al XIX-lea) a asociat primele șase peceți cu discursul de pe Muntele Măslinilor și a afirmat că „A șaptea pecete conține cele șapte trâmbițe în ea... judecățile și suferințele Bisericii”.

### Vederi istoriciste
În mod tradițional, viziunea istoricistă a celor șapte peceți ale Apocalipsei a cuprins perioada de timp de la Ioan din Patmos până la creștinătatea timpurie. Cercetători precum Campegius Vitringa⁠(d), Alexander Keith și Christopher Wordsworth⁠(d) nu au limitat perioada de timp până la secolul al IV-lea. Unii au considerat că deschiderea peceților are loc chiar în perioada modernă timpurie. Cu toate acestea, istorici contemporani consideră toată Apocalipsa ca fiind legată de vremea lui Ioan (cu permisiunea de a face unele presupuneri cu privire la viitor).
Potrivit lui E. B. Elliott, prima pecete, așa cum i-a fost revelată lui Ioan de către înger, trebuia să semnifice ceea ce avea să se întâmple la scurt timp după ce Ioan a avut viziunile în Patmos. Subiectul general al primelor șase peceți este declinul și căderea, după o epocă prosperă anterioară, a Imperiului Romei păgâne.:119,121,122

### Vederi futuriste
Futuriștii moderați interpretează de obicei ruperea peceților ca reprezentând forțe din istorie prin care Dumnezeu își îndeplinește scopurile izbăvitoare și judiciare care duc la „sfârșitul lumii”.

### Vederi idealiste
Viziunea idealistă nu ia cartea Apocalipsa la propriu. Interpretarea simbolismului și imaginilor Apocalipsei este definită de lupta dintre bine și rău.

## Ruperea celor șapte peceți
M-am uitat și iată că s-a arătat un cal alb. Cel ce sta pe el avea un arc; i s-a dat o cunună și a pornit biruitor și ca să biruiască.

### Prima pecete
În timp ce Hristos rupe cele „șapte peceți” există anumite consecințe. Primele 4 peceți au ca rezultat apariția Celor patru călăreți.
Vederi preteriste

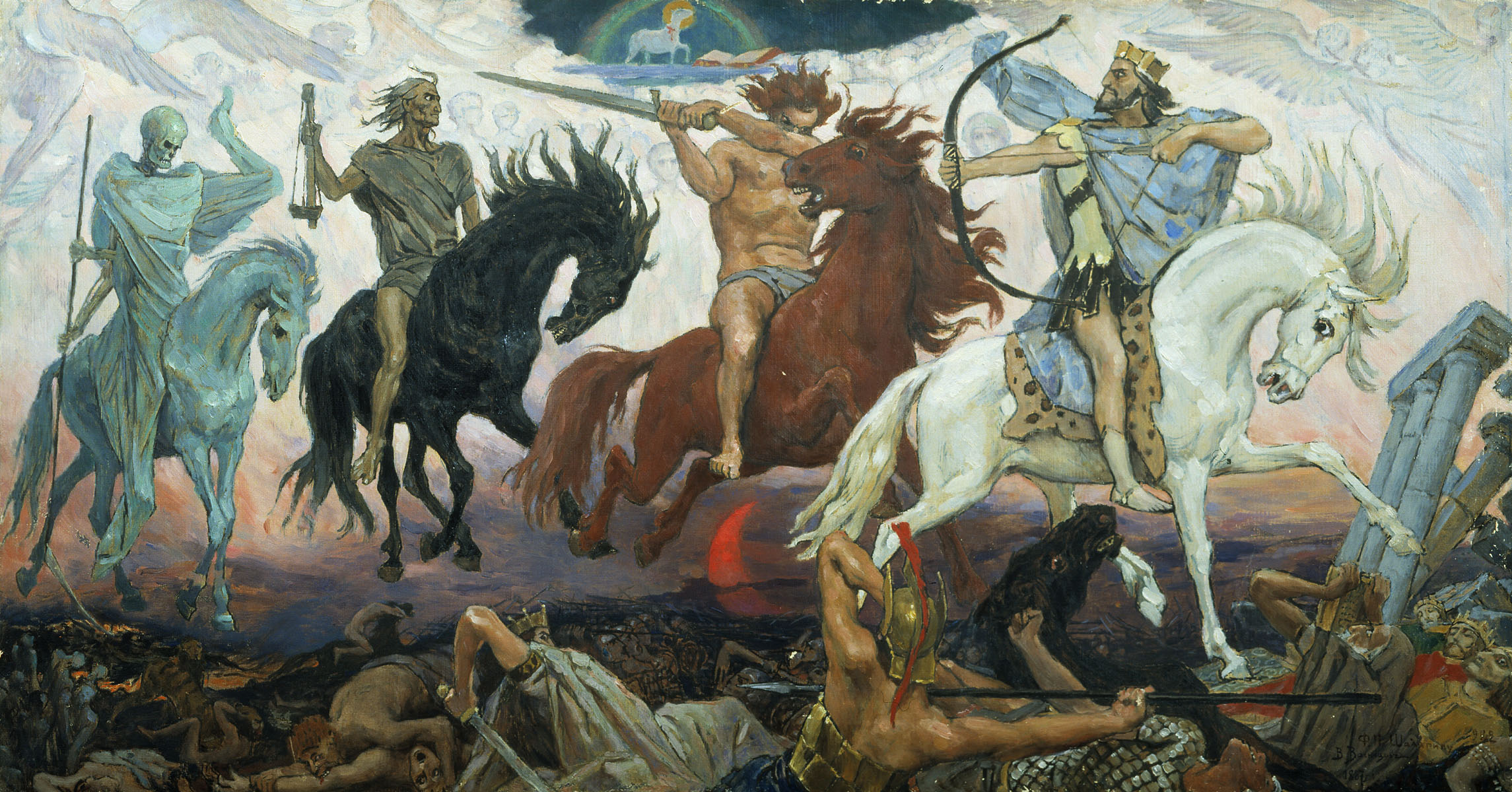
Patru călăreți ai Apocalipsei, un tablou din 1887 de Viktor Vasnețov. Mielul este vizibil în partea de sus.

Johann Jakob Wettstein (secolul al XVIII-lea) l-a identificat pe primul călăreț ca fiind Artabanus⁠(d), regele parților care i-a măcelărit pe evrei în Babilon. Cu toate acestea, Ernest Renan, un preterist raționalist modern din secolul al XIX-lea, a interpretat Primul Călăreț ca fiind un simbol al Imperiului Roman, cu Nero ca Antihrist. Acest călăreț care „a ieșit cucerind” a fost marșul Romei către Ierusalim în anul 67, pentru a înăbuși Marea Revoltă a Evreilor.
Vedere istoricistă
În opiniile istoriciste ale lui  Nicholas de Lyra (secolul al XIV-lea), Robert Fleming (secolul al XVII-lea), Charles Daubuz⁠(d) (c. 1720), Thomas Scott (secolul al XVIII-lea) și Cuninghame, aceștia au fost de acord că Prima Pecete s-a rupt după moartea lui Hristos.
Puritanul Joseph Mede⁠(d) (1627) a asociat ruperea Primei Peceți cu anul 73, în timpul domniei lui Vespasian, imediat după Marea Revoltă a Evreilor.
Campegius Vitringa⁠(d) (c. 1700), Alexander Keith (1832) și Edward Bishop Elliott⁠(d) (1837) au considerat că această perioadă a început cu moartea lui Domițian și ascensiunea lui Nerva la putere în anul 96. Astfel a început Epoca de Aur a Romei, când a dus la răspândirea largă a Evangheliei și a creștinismului. Pentru teologul protestant olandez din secolul al XVII-lea, Vitringa, Epoca de Aur a durat până la Decius (249). Cu toate acestea, o viziune istoricistă mai comună este că Epoca de Aur s-a încheiat cu Commodus făcând pace cu germanii în anul 180.
Vedere futuristă
Acest călăreț îl reprezintă pe antihrist care va conduce Imperiul Roman reînviat la sfârșitul istoriei.
Vedere idealistă
Acest călăreț este un simbol al progresului Evangheliei lui Hristos biruitor menționat în Apocalipsa 5:5; 19:11–16.
Vedere a Bisericii lui Isus Hristos a Sfinților din Zilele din Urmă
Perioada implicată este de la 4000 î.Hr. până la 3000 î.Hr. „Se întinde de la căderea lui Adam, care conform cronologiei Ussher a fost în 4004 î.Hr., până la scurt timp după Enoh și orașul său în 3017 î.Hr.” Calul alb este o emblemă a victoriei. Arcul este o emblemă a războiului, iar coroana este emblema unui cuceritor. Enoh este înțeles ca fiind un fel de general, care i-a condus pe sfinții lui Dumnezeu la război și „a ieșit cucerind și pentru a birui”. 
Despre Enoh și orașul său se știu puține, dar câteva versete mai târziu, s-a afirmat că „Domnul a chemat pe poporul Său Sion, pentru că avea o inimă și o singură minte și locuiau în neprihănire și nu era niciun sărac printre ei”, iar mai târziu Sionul a fost „ridicat la cer”. Unii cred că a fost literalmente ridicat la cer, ceea ce creează paralele interesante cu Vimana sau „orașele zburătoare” care apar în textele hinduse.  

### A doua pecete
Și s-a arătat un alt cal, un cal roșu. Cel ce sta pe el a primit puterea să ia pacea de pe pământ, pentru ca oamenii să se înjunghie unii pe alții, și i s-a dat o sabie mare.
Vedere preteristă
Ernest Renan (secolul al XIX-lea) l-a interpretat pe cel de-al doilea călăreț ca fiind un simbol al Marii Revolte Evreiești și al insurecției lui Vindex. În timpul Marii Revolte, a izbucnit un război civil între evrei. Războiul civil nu numai că le-a diminuat apărarea împotriva Romei, dar a și împărțit poporul evreu în facțiuni care în cele din urmă au dezbinat Ierusalimul. Hugo Grotius (secolul al XVII-lea), interpretează „pământul”, din versetul 4, ca fiind pământul Iudeii. Johann Jakob Wettstein⁠(d) (secolul al XVIII-lea), a identificat calul roșu ca reprezentând asasinii și tâlharii din Iudeea din zilele lui Antonius Felix⁠(d) și Porcius Festus⁠(d). Volkmar, un preterist raționalist modern, a lărgit domeniul de aplicare al celui de-al doilea călăreț pentru a include bătălii majore care au avut loc după anul 66: Războaiele Iudaico-Romane, Războaiele dintre romani și parți și Războaiele Bizantino-Arabe.
Vedere istoricistă
Viziunea istoricistă comună a celei de-a doua peceți este asociată cu perioada romană plină de războaie civile între 32 de potențiali împărați care au apărut și au dispărut în acea perioadă. A fost începutul sfârșitului pentru Imperiul Roman. Puritanul Joseph Mede⁠(d) (1627) a considerat acest interval de timp de la anul 98 la anul  275. Christopher Wordsworth⁠(d), în Lectures on the Apocalypse (1849), a declarat un interval de timp de 240 de ani, de la 64 la 304. În această perioadă, Wordsworth a indicat Zece persecuții: În primul rând, a lui Nero; în al doilea rând, a lui Domițian; în al treilea rând, a lui Traian; în al patrulea rând, a lui Marcus Aurelius Antoninus; în al  cincilea rând, a lui Septimius Severus, în al șaselea rând, a lui Maximinus; în al șaptelea rând, a lui Decius; în al optulea rând, a lui Valerian; în al nouălea rând, a lui Aurelian; în al zecelea rând, a lui Dioclețian. Viziunea istoricistă comună a celei de-a doua peceți se încheie cu Dioclețian în 305.
Alte opinii din secolul al XIX-lea au fost cele ale lui Edward Bishop Elliott⁠(d), care a sugerat că a doua pecete s-a rupt în timpul despotismului militar al lui Commodus, în anul 185. În schimb,  slujitorul Bisericii Scoției, Alexander Keith a aplicat a doua pecete direct la răspândirea mahomedanismului, începând cu anul 622.
Vedere futuristă
Antihrist va dezlănțui al treilea război mondial și va zdrobi pe toți cei care pretind că sunt creștini. El se va alia cu lumea arabă într-un efort de a cuceri întreaga lume. (Ezechiel 38; Daniel 11) Numai Ierusalimul îi va sta în calea spre supremația mondială.
Vedere idealistă
Judecățile de la pecetea a doua la a patra reprezintă dezintegrarea atât a civilizației umane, cât și a creației, ca urmare a respingerii lor a Mielului lui Dumnezeu. Călărețul de pe calul roșu reprezintă măcelul și războiul pe care împărățiile oamenilor le comit unele împotriva altora pentru că îl resping pe Hristos.
Vedere a Bisericii lui Isus Hristos a Sfinților din Zilele din Urmă
Epoca este de la 3000 î.Hr. până la 2000 î.Hr. Nu se știe cine a călărit calul roșu, poate a fost diavolul însuși, sau poate un „om al sângelui, un om rău” sau o persoană care reprezintă mulți războinici, despre care nu avem nicio înregistrare istorică. În acest timp, răutatea și urâciunile din vremea lui Noe au fost atât de mari, încât Dumnezeu i-a găsit pe toți oamenii, cu excepția a opt persoane, vrednici de moarte prin înec.
În zilele noastre, „pacea a fost luată de pe pământ” și diavolul are „putere asupra propriei stăpâniri”, astfel că în curând via va fi curățată prin foc. Trebuie oare să presupunem că era diferit pe vremea lui Noe, când diavolul care se mânia în inimile oamenilor, l-a făcut pe Domnul, în mânia Sa, să curețe via cu apă? Și așa a făcut în 2348 î.Hr.

### A treia pecete
Când a rupt Mielul pecetea a treia, am auzit pe a treia făptură vie zicând: „Vino și vezi!” M-am uitat și iată că s-a arătat un cal negru. Cel ce sta pe el avea în mână o cumpănă.
Vedere preteristă
Hugo Grotius (secolul al XVII-lea) și Johann Jakob Wettstein⁠(d) (secolul al XVIII-lea) au considerat acest călăreț ca fiind corespunzător foametei care a avut loc în timpul domniei lui Claudius, împăratul roman dintre anii 41 și 54. Volkmar evidențiază începutul foametei în anul 44, care s-a tot repetat până la Marea Revoltă a Evreilor din 66. Ernest Renan (secolul al XIX-lea) a considerat anul 68 ca fiind cel mai important an al foametei. Foametea a fost atât de gravă încât „mamele și-au mâncat copiii pentru a supraviețui”, în timp ce conducătorul revoltei evreiești, Ioan de Gischala, și oamenii săi au consumat uleiul și vinul care erau articole de lux în templul din Ierusalim.
Viziune istoricistă
Viziunea istoricistă comună a celui de-a treia peceți este asociată cu secolul al III-lea. Aceasta a fost o perioadă de opresiune financiară impusă cetățenilor romani, creată de impozitele grele din partea împăraților. Taxele puteau fi plătite în cereale, ulei și vin. Joseph Mede⁠(d) (1627) a indicat că a treia pecete s-a rupt de la domnia lui Septimiu Sever (193) până la Alexandru Sever (235). Duhovnicul englez, Edward Bishop Elliott⁠(d) (1837), a subliniat și perioada semnificativă de impozitare care a fost impusă prin edictul lui Caracalla în anul 212.
Alexander Keith (1832) a considerat ruperea celei de-a treia peceți direct papalitatea bizantină din anul 606 care, după Papa Bonifaciu al III-lea, „s-a instalat pe tronul papal” în 607.
Vedere futuristă
Inflația și foametea vor afecta pământul în timpul celui de-al treilea război mondial. Deși mulți vor muri de foame, cei bogați se vor bucura de luxul uleiului și vinului.
Vedere idealistă
Acest călăreț arată greutățile economice și sărăcia care urmează declanșării războaielor asupra omenirii, în timp ce bogații se îmbogățesc și mai mult.
Vedere a Bisericii lui Isus Hristos a Sfinților din Zilele din Urmă
Așa cum foametea urmează după sabie, tot așa chinurile foametei sunt roade ale pântecelor poporului Domnului în timpul celei de-a treia peceți. Din 2000 î.Hr. până în 1000 î.Hr., a fost ca niciodată în nicio altă epocă a istoriei pământului. În anii de început ai acestei peceți, foametea din Ur din Caldeea⁠(d) a fost atât de gravă încât fratele lui Avraam, Haran, a murit de foame, în timp ce Dumnezeu i-a poruncit lui Avraam să-și ducă familia în Canaan. Despre lupta lui de a obține suficientă hrană pentru a menține în viață, Avraam a spus: 
„Acum, eu, Avraam, am zidit un altar în țara Ierșonului și am adus o jertfă Domnului și m-am rugat ca foametea să fie abătută din casa tatălui meu, ca să nu piară.” Mai târziu a trebuit chiar să părăsească Canaanul în căutarea hranei: „Și eu, Avraam, am călătorit, mergând spre miazăzi; și a fost o foamete continuă în țară; și eu, Avraam, am hotărât să mă cobor în Egipt, să locuiesc acolo, căci foametea a devenit foarte grea." 
Mai târziu, interpretarea lui Iosif a visului faraonului și construcția ulterioară a grânarelor i-au salvat pe egipteni și pe Casa lui Iacov (Israel) de la moarte prin înfometare. Și iarăși, când poporul Israel a scăpat din robia Egiptului, Dumnezeu le-a dat mană din cer timp de 40 de ani, ca să nu moară de foame în pustie.

### A patra pecete
M-am uitat și iată că s-a arătat un cal gălbui. Cel ce sta pe el se numea Moartea și împreună cu el venea după el Locuința morților. Li s-a dat putere peste a patra parte a pământului ca să ucidă cu sabia, cu foamete, cu molimă și cu fiarele pământului
Vedere preteristă
Acest călăreț vorbește despre moartea pe scară largă a evreilor în lupta lor împotriva Romei, peste un milion de morți evrei. Volkmar, un preterist raționalist modern, arată că ciuma a lovit în anul 66.
Vedere istoricistă
Acest călăreț înseamnă douăzeci de ani de lupte, foamete și boli care au afectat domniile împăraților Decius, Gallus, Aemilianus, Valerian și Gallienus (248–268).
Vedere futuristă
Moartea cade peste un sfert din locuitorii pământului. Războiul început de Antihrist, va ajunge în final la cele șapte potire ale judecăților.
Vedere idealistă
Acest al patrulea călăreț simbolizează moartea care rezultă din război și foamete atunci când oamenii se întorc împotriva oamenilor.
Vedere a Bisericii lui Isus Hristos a Sfinților din Zilele din Urmă
În perioada celei de-a patra peceți, din anul 1000 î.Hr. până la venirea Domnului nostru, moartea a călărit aspru neamurile oamenilor, iar iadul i-a fost pe urme... În 1095 î.Hr. Saul, regele războinic a preluat frâiele puterii în Israel; în 1063, David, un om al sângelui, l-a ucis pe Goliat și la scurt timp după aceea a fost recunoscut ca rege peste tot Israelul. La moartea lui Solomon, în 975 î.Hr., regatul a fost împărțit în Israel și Iuda - timp de sute de ani după aceea, s-au angajat în războaie unul cu celălalt și cu regatele învecinate... Imperiul asirian a stăpânit mare parte din lumea „civilizată”... luând triburile și oștirile lui Israel în captivitate cu aproximativ 760 de ani înainte de Hristos și din nou 40 de ani mai târziu.
Apoi a apărut imperiul babilonian din 605 până în 538 î.Hr.; Imperiul Medo-Persan din 538 până în 333 î.Hr. (Alexandru cel Mare a cucerit Persia în 332); iar în anul 60 î.Hr., Iulius Cezar a format primul triumvirat, iar Roma imperială s-a ridicat pentru a domina regatele lumii.

### A cincea pecete
Când a rupt Mielul pecetea a cincea, am văzut sub altar sufletele celor ce fuseseră înjunghiați din pricina Cuvântului lui Dumnezeu și din pricina mărturisirii pe care o ținuseră.
Vedere preteristă

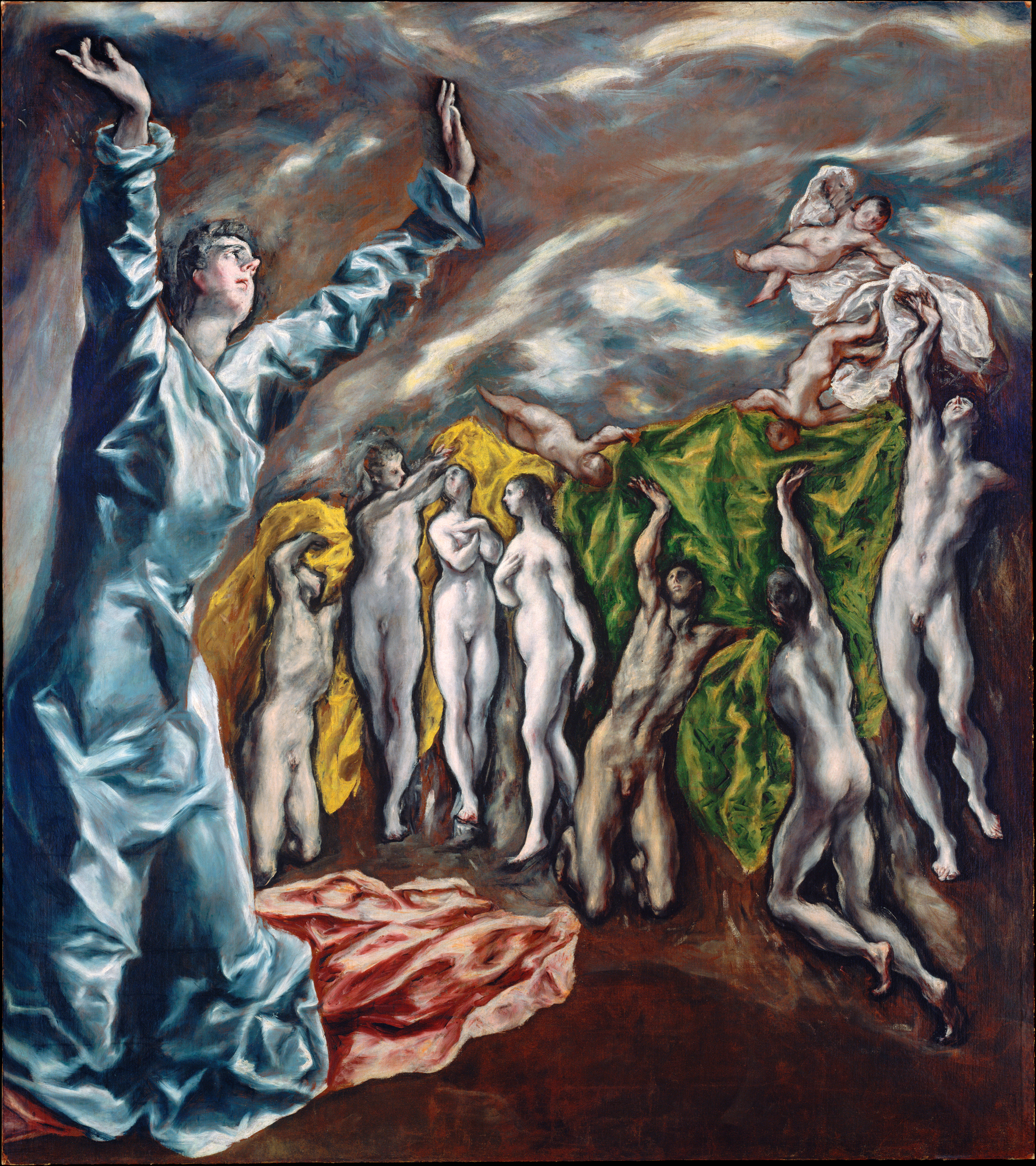
Ruperea celei de-a cincea peceți de El Greco

Este strigătul de îndreptățire al martirilor creștini care au fost persecutați de evrei după moartea lui Hristos și care au dus la căderea Ierusalimului în anul 70. Atât Ernest Renan, cât și Volkmar, preteriști raționaliști moderni, au marcat 64 ca un an semnificativ al martiriului creștin. Numele „Ierusalim” a devenit sinonim cu persecuția celor drepți. Dar Dumnezeu a răzbunat moartea celor drepți, permițând romanilor să cucerească „cetatea sfântă” ca răzbunare pentru că evreii l-au predat pe Isus lui Pilat. 
Vedere istoricistă
Această pecete a apărut în timpul creștinilor martiri care au fost persecutați de împăratul Dioclețian (284–303). Aceasta a fost cea de-a zecea perioadă a persecuției creștinismului și cea mai severă, din cauza faptului că a avut loc „în toată lumea”. Apoi, odată cu ascensiunea lui Constantin la putere, creștinismul a fost legalizat (313) și biserica a fost astfel pusă în drepturi.
Vedere futuristă
Această judecată îi va cuprinde pe creștinii care vor fi martirizați pentru credința lor în Hristos în timpul Marelui Necaz, fără a se închina în fața lui Antihrist și prin nesupunerea în fața sistemului economic global care îi obligă pe toți oamenii de pe pământ să primească semnul fiarei. Moartea îi plasează într-o companie bună a celor drepți de-a lungul veacurilor.
Vedere idealistă
Cea de-a cincea pecete este o amintire că, deși Hristos a inaugurat „Împărăția lui Dumnezeu” prin predicarea Evangheliilor, poporul lui Dumnezeu suferă în timpul necazului care începe de la prima venire a lui Hristos până la a doua venire a lui Hristos. Această pecete este cunoscută ca necazul din timpul sfârșitului, care se întinde de-a lungul istoriei lumii. Astfel, „împărăția lui Dumnezeu” este în istorie, dar „nu încă” triumfătoare.
Vedere a Bisericii lui Isus Hristos a Sfinților din Zilele din Urmă
Cea de-a cincea pecete este perioada de la nașterea Domnului nostru până în anul 1000 d.Hr., când s-au întâmplat următoarele:
1. Nașterea în mortalitate a singurului Fiu al lui Dumnezeu, slujirea Lui printre oameni și jertfa ispășitoare pe care a făcut-o prin vărsarea propriului sânge.
2. Răspândirea și desăvârșirea Bisericii care a fost înființată de Acela a cărui Biserică este și fanatismul incredibil al necredincioșilor care au făcut ca acceptarea martiriului să fie aproape sinonimă cu acceptarea Evangheliei.
3. Căderea completă de la creștinismul adevărat și perfect, care a inaugurat noaptea lungă a întunericului apostat pe toată suprafața pământului.

Acei martiri, sângele lor, care a fost vărsat de cei care urăsc Cuvântul lui Dumnezeu, îl vor condamna pentru totdeauna pe Satana și pe slujitorii lui înaintea Domnului.

### A șasea pecete
Când a rupt Mielul pecetea a șasea, m-am uitat și iată că s-a făcut un mare cutremur de pământ. Soarele s-a făcut negru ca un sac de păr, luna s-a făcut toată ca sângele...
Vedere preteristă
Hugo Grotius (secolul al XVII-lea) a văzut a șasea pecete în legătură cu evenimentele din timpul asediului Ierusalimului de către Titus în anul 70. Volkmar, un preterist raționalist modern, a marcat începutul peceții în anul 68, cu Galba ca împărat.  Preteriștii văd de obicei limbajul simbolic ca fiind adaptat din Biblia ebraică, pentru a face aluzie la tulburările de mediu care au căzut asupra Ierusalimului înainte de căderea lui. Mențiunea ascunderii în peșteri face aluzie la mulți evrei care s-au ascuns în peșteri și sub pământ când romanii au invadat în cele din urmă.
După Jacques-Bénigne Bossuet (c. 1704), aceasta a fost răzbunarea divină care a căzut mai întâi asupra evreilor  pentru că l-au răstignit pe Mesia, apoi ulterior asupra persecutorului, Imperiul Roman. Mai întâi, totuși, răzbunarea a fost amânată până când a fost împlinit un număr de aleși din poporul evreu. Bossuet a văzut marea catastrofă a Apocalipsei ca fiind cucerirea Romei păgâne de către Alaric I. 
Vedere istoricistă
Tulburările politice și prăbușirea Imperiului Roman au dus la invazii ale hoardelor nordice de goți și vandali între 375 și 418.
Vedere futuristă
A șasea pecete va reprezenta tulburările cosmice literale cauzate de războiul nuclear sau de un cutremur global care provoacă poluarea atmosferei cu resturi vulcanice, ceea ce va transforma luna în roșu sângeriu și va întuneca soarele. În plus, vor fi ploi masive de meteori („stelele… au căzut”). Urmează astfel prima jumătate a Necazului în care mânia lui Dumnezeu mistuie pământul.
Vedere idealistă
Este sfârșitul veacului când Hristos se întoarce, aducând tulburări cosmice asupra celor care se împotrivesc lui Dumnezeu, celor care i-au persecutat Biserica. Cei nedrepți sunt osândiți și cei drepți se bucură de prezența lui Dumnezeu.
Vedere a Bisericii lui Isus Hristos a Sfinților din Zilele din Urmă
Trăim acum în ultimii ani ai celei de-a șasea peceți, acea perioadă de o mie de ani care a început în anul 1000 d.Hr. și va dura până va începe epoca sabatică când Hristos va domni personal pe pământ, când toate binecuvântările Marelui Mileniu vor fi revărsate pe această planetă. Prin urmare, aceasta este epoca în care semnele vremurilor vor fi arătate și, de fapt, ele sunt văzute peste tot.

### A șaptea pecete
Când a rupt Mielul pecetea a șaptea, s-a făcut în cer o tăcere de aproape o jumătate de ceas. Și am văzut pe cei șapte îngeri care stau înaintea lui Dumnezeu; și li s-au dat șapte trâmbițe.
Vedere preteristă

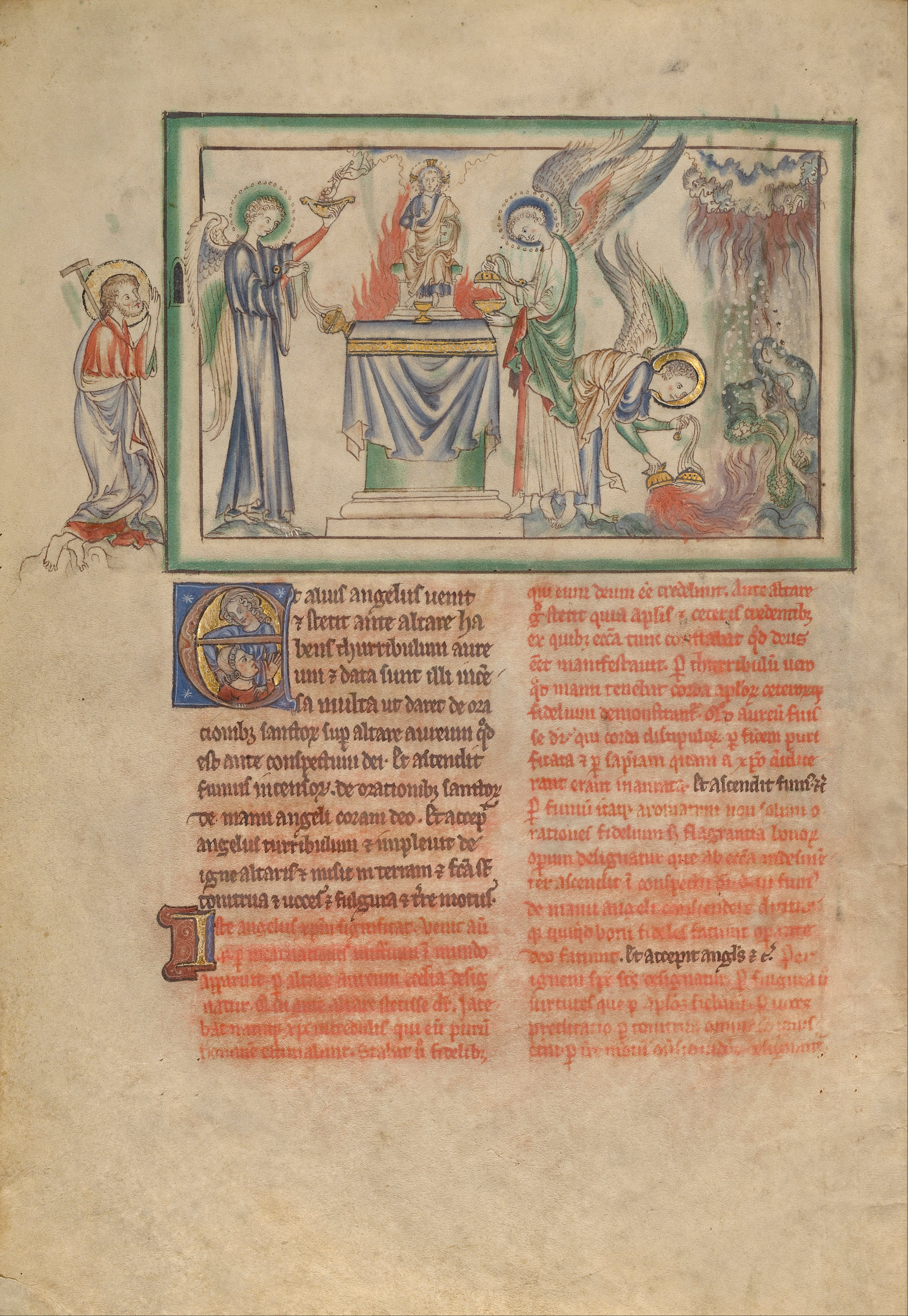
A șaptea pecete: Un înger tămâind un altar și turnând cădelnița peste pământ

„Tăcerea de aproape o jumătate de ceas” este pregătirea pentru judecata care va cădea asupra Ierusalimului în anul 70. Johann Jakob Wettstein (secolul al XVIII-lea) a spus că „tăcerea” este admiterea cererilor regelui Agripa I.  Această judecată a fost răspunsul divin la strigătul de îndreptățire din partea creștinilor martirizați, cum ar fi: Ștefan, Iacov fratele lui Ioan și Iacov fratele lui Isus. Pregătirea altarului semnifică pregătirea pentru distrugerea Ierusalimului apostat ca și cum ar fi o ardere de tot. Acest lucru este în concordanță cu modul în care scripturile din Biblia ebraică declară că un oraș apostat ar trebui distrus. Preotul ardea prada orașului în mijlocul pieței orașului cu focul de la altarul lui Dumnezeu. (Deut. 13:16, Judecători 20:40) După cum Ernest Renan (secolul al XIX-lea) a notat despre „tăcere”, aceasta indică faptul că primul act al misterului s-a încheiat, iar un altul este pe cale să înceapă.
Vedere istoricistă
„Tăcerea” se întinde pe o perioadă de 70 de ani, de la înfrângerea lui Licinius de către împăratul Constantin (324 d.Hr.) până la invazia Imperiului Roman de către Alaric (395). Rugăciunile sunt cele ale creștinilor martirizați de Roma. Cele șapte trâmbițe reprezintă cele șapte judecăți pe care Dumnezeu le-a pregătit pentru Imperiul Roman.
Vedere futurista
„Tăcerea” este liniștea în vederea așteptării verdictului care urmează să fie pronunțat asupra vinovaților. Rugăciunile sunt de la creștinii care vor fi martirizați de Antihrist în Marele Necaz, ultimii trei ani și jumătate ai necazului „timpul sfârșitului”. Atât judecățile trâmbiței, cât și cele ale potirelor vor fi dezlănțuite asupra celor răi în a doua jumătate a necazului, fiecare judecată intensificându-se la următoarea.
Vedere idealistă
Această tăcere înseamnă că este liniște în Rai, astfel încât să se poată concentra asupra a ceea ce urmează să fie revelat. Este acalmia dinaintea furtunii. Judecățile care au urmat îi justifică pe martirii creștini de-a lungul secolelor. Judecățile trâmbițelor se repetă, din nou și din nou, de-a lungul istoriei, așa cum o fac judecățile peceților, până la a doua venire a lui Hristos.
Vedere a Bisericii lui Isus Hristos a Sfinților din Zilele din Urmă

O perioadă de 1000 de ani cunoscută sub numele de „Regatul milenar”, care începe undeva în jurul anului 2000 și durează până în anul 3000 sau în jurul acestei date. În acest timp, pământul va vedea a Doua Venire a Domnului Isus Hristos care va împărăți națiunile în pace timp de o mie de ani. Totul se va face în deplină dreptate. Chiar și animalele se pare că vor deveni vegetariene și nu se vor răni reciproc în timpul Mileniului.
„Lupul și mielul vor paște împreună, leul va mânca paie ca boul și țărâna va fi hrana șarpelui. Nu vor răni și nu vor nimici pe tot muntele Meu cel sfânt”, zice Domnul.” 
Scripturile prorocesc și despre destinul final al pământului, după Împărăția milenară, dar aceste evenimente depășesc scopul celor 7 peceți pe care Ioan le-a văzut în Apocalipsă.

## Influențe
- D. H. Lawrence a scris o poezie numită Șapte peceți în 1916.
- Cartea cu șapte peceți, un oratoriu al compozitorului austriac Franz Schmidt⁠(d).
- A șaptea pecete, un film suedez din 1957 de Ingmar Bergman.
- Trupa greacă de rock Aphrodite's Child a lansat o melodie numită „The Four Horsemen”, care face referire directă la primele patru peceți.
- A cincea pecete, un film maghiar din 1976 de Zoltán Fábri⁠(d) .
- O traducere în limba rusă a celei de-a șasea dintre cele șapte peceți este citită în filmul lui Andrei Tarkovski Călăuza .
- Vino și vezi, un film sovietic anti-război din 1985.
- Al șaptelea semn, un film din 1988 cu Demi Moore și Michael Biehn despre o femeie al cărei copil este legat de deschiderea celor șapte peceți.
- Seria Roata timpului de Robert Jordan.
- Dragonii Raiului, cunoscuți și sub numele de Cele șapte peceți, sunt o echipă de șapte personaje din seria manga X a lui Clamp.
- „The Seventh Seal” este piesa de deschidere de pe albumul lui Van Halen din 1995, Balance.
- Trupa americană de heavy metal Avenged Sevenfold a lansat un album intitulat Sounding the Seventh Trumpet, o referire la îngerii cântând la trâmbiță după ruperea celei de-a șaptea peceți.
- Seven Seals⁠(d) este numele unui album din 2005 al formației Primal Fear și, de asemenea, o piesă de pe acel album.
- Zece semne rele, un film din 2007 cu Hilary Swank. Este regizat de Stephen Hopkins.
- Al patrulea sezon al serialului Supernatural are loc în jurul decodării peceților ca vestitoare ale unui viitor război între îngeri și demoni.
- Numărătoarea inversă: Ierusalim⁠(d), un film din 2009 direct-pe-video.
- Muzicianul hip hop Rakim are un album denumit The Seventh Seal.